# Avatar (relato)
Avatar es un relato breve del escritor francés Théophile Gautier, publicado en doce folletines del 29 de febrero al 3 de abril de 1856 en Le Moniteur universelle.

## Resumen de la trama
Octave de Saville se ha enamorado de la condesa lituana "Prascovie Labinska". Por desgracia, ella rechaza su cortejo y permanece fiel a su esposo, el Conde Olaf. Octave se vuelve poco a poco más apático, y su alma lo abandona gradualmente. Los amigos y familiares de Octave, que no logran comprender el origen de su enfermedad, recurren a un médico bastante misterioso que estuvo varios años en la India. El médico, Balthazar Cherbonneau, como remedio, propone intercambiar la mente de Octave por la de Olaf, usando la magia que aprendió en la India. Para hacerlo, engaña a Olaf mientras está de visita e intercambia las mentes de Octave y el Conde. 
Prascovie está asustada por lo que parece ser un cambio en la personalidad de su esposo, sintiendo el deseo de Octave por ella en el rostro de su esposo. Mientras tanto, Olaf está confundido por el repentino cambio de cuerpos. Se da cuenta de que alguien se hace pasar por él cuando se le niega la entrada a su residencia.
Olaf, en el cuerpo de Octave, desafía a éste a un duelo a muerte. No estando dispuestos a dañar sus cuerpos originales, los dos hombres acuerdan ir a Cherbonneau y arreglar el intercambio. Octave, habiendo renunciado a toda esperanza de ser amado por Prascovie, no regresa a su cuerpo y muere. Olaf se reúne con su esposa. Cherbonneau decide apoderarse del cadáver de Octave, y finge su propia muerte. 

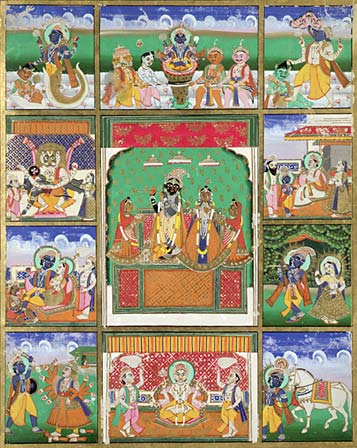
Avatar

## Análisis
Avatar es una novela fantástica, basada en la metempsicosis. La palabra metempsicosis procede del griego, es una doctrina religiosa y filosófica de varias escuelas orientales, y renovada por otras de Occidente, según la cual las almas transmigran después de la muerte a otros cuerpos más o menos perfectos, conforme a los merecimientos alcanzados en la existencia anterior.

## Cita
«Nadie podía comprender la enfermedad que minaba lentamente a Octave de Saville»

## Publicación
Gautier, Théophile (1857). Avatar. "Colection Hetzel". EAN: 978B004U5XVDO